# Michel Spanneut

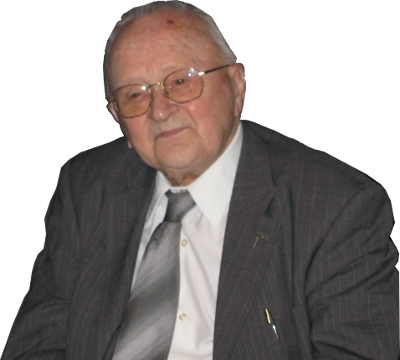
Michel Spanneut, 2011

Michel Spanneut (* 6. November 1919 in Steenvoorde, Département Nord, Frankreich; † 28. April 2014 in Lomme) war ein französischer Altkirchenhistoriker.
Spanneut studierte Katholische Theologie in Lille und empfing 1944 die Priesterweihe. 1946 promovierte er zum Doktor der Theologie. Mit der Arbeit Le stoïcisme des pères de l’Église de Clément de Rome à Clément d’Alexandrie promovierte er 1956 bei Henri-Irénée Marrou an der Sorbonne zum Doktor der Philosophie. Die Untersuchung erschien als erster Band der von Henri Irénée Marrou herausgegebenen Reihe Patristica Sorbonensia. Von 1955 bis 1989 war Spanneut Professor in Lille. Sein Forschungsschwerpunkt war die Rezeption des Stoizismus. Für das Reallexikon für Antike und Christentum (RAC) schrieb er den Artikel Epiktet. Sein Buch Permanence du stoïcisme de Zénon à Malraux biete „eine wertvolle Materialsammlung zur Kontinuität stoischer Vorstellungen bis in die Moderne“, urteilt Jochen Schmidt.

## Schriften
- Recherches sur les écrits d’Eustathe d’Antioche. Avec une édition nouvelle des fragments dogmatiques et exégétiques. Lille 1948.
- Le stoïcisme des pères de l’Église de Clément de Rome à Clément d’Alexandrie (= Patristica Sorbonensia. Bd. 1). Paris 1957.
- Permanence du stoïcisme de Zénon à Malraux. Gembloux 1973. Rezension von Jean-Paul Brisson in: Archives des sciences sociales des religions. Band 38, 1974, S. 258–259 (online); Jacques Étienne in: Revue Philosophique de Louvain. Band 73, 1975, S. 213–215 (online).
- Le Stoicisme et Saint Augustin. In: Forma futuri. Studi in onore del cardinale Michele Pellegrino. Bottega d’Erasmo, Torino 1975, S. 896–914.
- L’«apatheia» divine des Anciens aux Pères de l’Eglise. In: Historiam perscrutari. Miscellanea di studi offerti al prof. Ottorino Pasquato. Rom 2002, S. 637–652.